# Copa espanyola de bàsquet femenina 1979-1980
La Copa de la Reina de bàsquet 1979-80 fou la divuitena edició de la Copa espanyola de bàsquet. Se celebrà des del 29 d'abril fins al 4 de maig de 1980 al Poliesportiu Virgen del Val d'Alcalá de Henares i fou organitzada per la Federació Espanyola de Basquetbol. Hi participaren els sis equips millors classificats al final de la Primera Divisió femenina, l'Íntima Cherry Picadero, vigent campió, el Celta de Vigo, el GE Iberia, el Club Juven, el CD Complutense i el Vacaciones Spantax. La competició es disputa en dues fases, la primera en format de lligueta i la segona en format d'eliminació directa, amb semifinals, tercer i quart lloc i final. El campió de la Copa tingué el dret de participar en la Copa Ronchetti de la temporada següent.
Es proclamà campió l'Íntima Picadero, que guanyà el seu tercer títol consecutiu de la Copa de la Reina. La jugadora del Celta de Vigol, Marisol Paino, fou la màxima anotadora de la final amb 39 punts.

## Clubs participants
- Celta Citroën
- CD Complutense
- GE Iberia
- Club Juven
- Íntima Cherry Picadero
- Vacaciones Spantax

## Fase regular

### Jornada 1
| 29 d'abril de 1980 | Íntima Picadero  | 72–62   | Vacaciones Spantax | Alcalá de Henares           |  |
| Partit 1           |                  |         |                    |                             |  |
|                    | Pts: Castillo 22 | Informe | Pts: Pérez 20      | Poliesportiu Virgen del Val |  |

| 29 d'abril de 1980 | GE Iberia      | 85–73   | Club Juven     | Alcalá de Henares           |  |
| Partit 2           |                |         |                |                             |  |
|                    | Pts: Suárez 21 | Informe | Pts: Zuñiga 16 | Poliesportiu Virgen del Val |  |

### Jornada 2
| 30 d'abril de 1980 | CD Complutense | 80–75 | Vacaciones Spantax | Alcalá de Henares           |
| Partit 3           |                |       |                    |                             |
|                    |                |       |                    | Poliesportiu Virgen del Val |

| 30 d'abril de 1980 | Club Juven | 66–62 | Celta de Vigo | Alcalá de Henares           |
| Partit 4           |            |       |               |                             |
|                    |            |       |               | Poliesportiu Virgen del Val |

### Jornada 3
| 1 de maig de 1980 | Íntima Picadero | 89–67   | CD Complutense | Alcalá de Henares           |  |
| Partit 5          |                 |         |                |                             |  |
|                   |                 | Informe |                | Poliesportiu Virgen del Val |  |

| 1 de maig de 1980 | Celta de Vigo | 73–59   | GE Iberia | Alcalá de Henares           |  |
| Partit 6          |               |         |           |                             |  |
|                   |               | Informe |           | Poliesportiu Virgen del Val |  |

### Classificació
Es classificaren per a la fase final de la competició l'Íntima Picadero i el CD Complutense, del grup 1, i, el Celta de Vigo i el GE Iberia, del grup 2.
| Pos | Equip              | PJ | PG | PE | PP | PF  | PC  | DP  | Pts |
| --- | ------------------ | -- | -- | -- | -- | --- | --- | --- | --- |
| 1   | Íntima Picadero    | 2  | 2  | 0  | 0  | 161 | 129 | +32 | 4   |
| 2   | CD Complutense     | 2  | 1  | 0  | 1  | 147 | 164 | −17 | 2   |
| 3   | Vacaciones Spantax | 2  | 0  | 0  | 2  | 137 | 152 | −15 | 0   |

| Pos | Equip         | PJ | PG | PE | PP | PF  | PC  | DP  | Pts |
| --- | ------------- | -- | -- | -- | -- | --- | --- | --- | --- |
| 1   | Celta de Vigo | 2  | 1  | 0  | 1  | 135 | 125 | +10 | 2   |
| 2   | GE Iberia     | 2  | 1  | 0  | 1  | 144 | 146 | −2  | 2   |
| 3   | Club Juven    | 2  | 1  | 0  | 1  | 139 | 147 | −8  | 2   |

## Fase final

### Quadre de competició
|  | Semifinals      | Semifinals    |                     |    | Final | Final |
|  |                 |               |                     |    |       |       |
|  | 2 de maig       |               |                     |    |       |       |
|  |                 |               |                     |    |       |       |
|  | Íntima Picadero | 83            |                     |    |       |       |
|  | Íntima Picadero | 83            | 4 de maig 12:30 CET |    |       |       |
|  | GE Iberia       | 77            |                     |    |       |       |
|  | GE Iberia       | 77            | Íntima Picadero     | 83 |       |       |
|  | 2 de maig       |               | Íntima Picadero     | 83 |       |       |
|  |                 | Celta de Vigo | 82                  |    |       |       |
|  | Celta de Vigo   | Celta de Vigo | 82                  | 80 |       |       |
|  | Celta de Vigo   |               |                     | 80 |       |       |
|  | CD Complutense  | 75            |                     |    |       |       |
|  | CD Complutense  | 75            | Tercer i quart lloc |    |       |       |
|  |                 |               |                     |    |       |       |
|  | 3 de maig       |               |                     |    |       |       |
|  |                 |               |                     |    |       |       |
|  | CD Complutense  | 77            |                     |    |       |       |
|  | CD Complutense  | 77            |                     |    |       |       |
|  | GE Iberia       | 71            |                     |    |       |       |

### Semifinals

#### Íntima Cherry Picadero vs. GE Iberia
A la primera semifinal, l'Íntima Picadero es classificà per a la seva tercera final consecutiva, després de vèncer per 83 a 77 al GE Iberia. Destacaren les jugadores Rosa Castillo, amb 30 punts, per part catalana, i Jiménez, amb 28 punts, per part madrilenya.
| 2 de maig de 1980 Informe | Íntima Picadero                    | 83–77 | GE Iberia       | Poliesportiu Virgen del Val, Alcalá de Henares Àrbitres: Gárate i Arencibia |
| 2 de maig de 1980 Informe | Resultat per meitats: 41-33, 42-44 |       |                 | Poliesportiu Virgen del Val, Alcalá de Henares Àrbitres: Gárate i Arencibia |
| 2 de maig de 1980 Informe | Pts: Castillo 30                   |       | Pts: Jiménez 28 | Poliesportiu Virgen del Val, Alcalá de Henares Àrbitres: Gárate i Arencibia |

#### Celta de Vigo vs. CD Complutense
A la segona semifinal, el Celta de Vigo es classificà per a la seva tercera final consecutiva, després de guanyar per 80 a 75 al CD Complutense. Destacaren les jugadores Marisol Paino, amb 47 punts, per part gallega, i Suárez, amb 12 punts, per part madrilenya.
| 2 de maig de 1980 Informe | Celta de Vigo                      | 80–75 | CD Complutense | Poliesportiu Virgen del Val, Alcalá de Henares Àrbitres: Fajardo i Ballesteros |
| 2 de maig de 1980 Informe | Resultat per meitats: 40-37, 40-38 |       |                | Poliesportiu Virgen del Val, Alcalá de Henares Àrbitres: Fajardo i Ballesteros |
| 2 de maig de 1980 Informe | Pts: Paino 47                      |       | Pts: Suárez 12 | Poliesportiu Virgen del Val, Alcalá de Henares Àrbitres: Fajardo i Ballesteros |

### Tercer i quart lloc
En la final de consolació, el CD Complutense guanyà per 77 a 71 al GE Iberia, i finalitzà en tercera posició.
| 3 de maig de 1980 Informe | CD Complutense                     | 77–71 | GE Iberia       | Poliesportiu Virgen del Val, Alcalá de Henares Àrbitres: Martín Alonso i Escribas |
| 3 de maig de 1980 Informe | Resultat per meitats: 37-38, 40-33 |       |                 | Poliesportiu Virgen del Val, Alcalá de Henares Àrbitres: Martín Alonso i Escribas |
| 3 de maig de 1980 Informe | Pts: Callado 26                    |       | Pts: Jiménez 22 | Poliesportiu Virgen del Val, Alcalá de Henares Àrbitres: Martín Alonso i Escribas |

## Final
L'íntima Picadero i el Celta de Vigo disputaren la final de la Copa de la Reina 1979-80 que se celebrà el 4 de maig de 1980 al Poliesportiu Virgen de Val d'Alcalá de Henares. Repetiren la mateixa final per tercer cop de forma consecutiva des del 1978. El partit es caracteritzà per tenir dues parts de diferent domini. En el primer temps, el club català dominà amb comoditat arribant al descans amb un parcial de 46 a 34. En el segon, el club gallec recuperà el desavantatge i aconseguí empatar el partit. S'arribà al darrer minut amb empat a 78 i s'avançà per primer cop el Celta de Vigo amb una cistella de Marisol Paíno (78-80). En el següent atac, Rosa Castillo anotà una jugada de 2+1 (81-80). Amb 15 segons per finalitzar el partit, la jugadora del Celta de Vigo, Susana García, fallà dos tirs lliures i en la següent jugada, l'Intima Picadero anotà els dos tirs lliures per falta (83-82), que decidiren la final.
El club català guanyà la seva cinquena Copa de la Reina, tercera consecutiva. Individualment, destacaren Rosa Castillo, per catalana, amb 36 punts, i Marisol Paino, per part gallega, amb 39 punts. 
| 4 de maig de 1980 12:30 CET Informe | Íntima Picadero                    | 83–82 | Celta de Vigo | Poliesportiu Virgen del Val, Alcalá de Henares Àrbitres: Cuadra i Arencibia |
| 4 de maig de 1980 12:30 CET Informe | Resultat per meitats: 46-34, 37-52 |       |               | Poliesportiu Virgen del Val, Alcalá de Henares Àrbitres: Cuadra i Arencibia |
| 4 de maig de 1980 12:30 CET Informe | Pts: Castillo 36                   |       | Pts: Paino 39 | Poliesportiu Virgen del Val, Alcalá de Henares Àrbitres: Cuadra i Arencibia |

| Íntima Picadero | Celta de Vigo |

| #            | Pos.  | Jugadora      | Pts |
| ------------ | ----- | ------------- | --- |
|              | B     | Neus Bartran  | 7   |
|              |       | Carmen Fraile | 26  |
|              | P     | Geni Barnola  |     |
|              | P     | Rosa Castillo | 36  |
|              | A     | Fina García   | 8   |
|              | A     | Joana Grau    | 4   |
|              |       | Cuenca        | 0   |
|              | A     | Sílvia Font   | 2   |
| Total        | Total | Total         | 83  |
| Entrenador   |       |               |     |
| Maria Planas |       |               |     |

| Campió de la Copa de la Reina 1979-80 |
| ------------------------------------- |
| Íntima Picadero Cinque títol          |
| MVP                                   |
|                                       |

| #             | Pos.  | Jugadora       | Pts |
| ------------- | ----- | -------------- | --- |
|               |       | Susana García  | 15  |
|               |       | Pepa Calvet    | 14  |
|               | P     | Marisol Paíno  | 39  |
|               | P     | Ángeles Araújo | 6   |
|               |       | González       | 0   |
|               |       | S. Álvarez     | 8   |
|               |       | Domínguez      | 0   |
| Total         | Total | Total          | 82  |
| Entrenador    |       |                |     |
| Paco Martínez |       |                |     |